# 喀琅施塔得的圣伊望
喀琅施塔得的圣伊望 (俄语：Їоаннъ Кронштадтскїй; 1829年10月31日［儒略曆10月19日］[a] – 1909年1月2日［儒略曆1908年12月20日］) 是一位俄罗斯正教会大司祭，神圣宗教会议成员。他以其大型忏悔圣事、奇迹以及慈善行迹著称。也以其保皇、沙文主义、反犹主义和反共主义的观点而闻名。他是一位东正教圣人，人称“正义者”。

## 早年
伊望出生时的名字是伊凡·伊里奇·塞尔吉耶夫（俄语：Иванъ Ильичъ Сергіевъ）。他出生于俄罗斯帝国北部皮涅加区的苏拉村，此地濒临白海。他的家庭世代都是教会工作者，其父亲是当地教堂的读经人。关于其早年的稀少记录大多都来自伊望后来的回忆。在他的自传中，他回忆自己的父母将它送到教区学校学习，但他觉得课程十分困难。于是，伊望热忱地祈祷并得到了启发。此后，他不管在学校还是神学院，成绩都名列前茅，最终得以进入圣彼得堡神学院学习。

## 喀琅施塔得教父
自1855年起，他便在距离圣彼得堡不远的俄海军基地城市喀琅施塔得的圣安德烈大教堂担任司祭。通过与这座教堂大司祭的26岁女儿联姻，他获得了这份职位。本杰明·费岑科夫主教的著作中提到，在伊望成婚之后，他出人意料地禁绝了与其妻子的房事，即使妻子将此事上诉至教会，也只是无用功。两夫妇的侄女住在他们的家中，伊望便将她抚养长大。当时年轻的伊望走在街上也时常祈祷并划十字于胸前。他尝试尽量每天都举行事奉圣礼，在圣礼中，他的言行具有十分的表现力，与日常仪轨相背。圣伊望将频繁的忏悔引入教会，而当时的习俗是每年一到两次忏悔就够了。他还将会众参与圣事的条件放宽，比如他允许月经期间的女性参加圣事，而这一般是遭禁止的。
然而，并不是所有人都以正面的眼光去看待伊望的改革，尤其是教会权威。他的传记作者纳迪斯达·基赞科注意到伊望行事的一些侧面与新教徒以及鞭打派等教会派别的行事类似。他那与众不同的风格吸引了许多年轻神甫并给予了他施展自己才华的舞台。
随着时间的推移，伊望的身边聚集起了一群忠实的追随者。他们只愿意从伊望那里得到赦免并领取圣体。几乎所有这些追随者都是女性。一些追随者成立了“伊望派”组织。该组织的领头人是伊望的教女马特廖娜·伊万诺夫娜·季赛列娃。伊望派的成员们认为世界即将迎来末日，有可能就在革命发生之后，而他们只能在伊望神父这里敬拜上帝才能得到救赎。一些人认为伊望就是以利亚先知，又有人认为他是耶稣基督或者安息日的上帝。伊望派开始散步伊望所施行的奇迹并贩卖那些与他相关的物件和伊望自己祝圣的圣水。

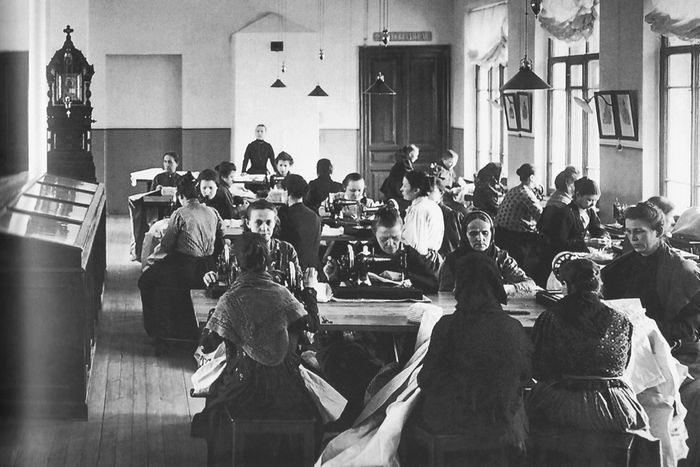
在圣伊望所办机构务工的工人

伊望建立了一个特别救助机构，于1882年在喀琅施塔得奠基。该机构有自己的教堂、一座男女生共同的小学、一座孤儿院、一座欢迎任何人的医院、一栋公寓、一座免费公共图书馆以及每年可容纳4万人的流民收容所、一系列为贫民提供收入来源的工坊、一间廉价的餐厅，节庆日时可以提供约800份免费晚餐，还有一间为旅行者提供住宿的客栈。
到1890年代早期，伊望已声名广布。每天从全俄罗斯各地来寻求他的人以数千计。他举行的大型忏悔圣事中常有数千人一同流下忏悔己罪的泪水，他们会进入一种歇斯底里、涕泪龙钟的状态。1894年，亚历山大三世皇帝因肾病疾笃大渐时在克里米亚的里瓦几亚宫召见伊望神父。伊望称，他复活了皇帝，但未能通过自己的祈祷治愈他。
伊望的知名度在1883年他于报刊《新时报》上发布一封公开信后变得更高了。公开信的发布也是伊望与教会权威之间关系的转折点。在他的公开信中，16人讲述了自己的疾病因着伊望神父的祈祷而痊愈，他们发誓：“从今以后将依靠上帝的真理生活并尽可能多地参与教堂圣事。” 在世俗报刊上登载这样的一封信件已然触犯了宗教审查员必须预先准许发布的规矩。教会高层感知到了伊望对教会事务的干涉及对上下秩序的不羁。教会并不知道该如何应对这位忽然自称在世显大能者且有治愈能力的人（只有圣髑被认为有该能力）。教会最高机构至圣主教公会讨论了相关事宜，但高层人物们不知所措，伊望的直接上级，伊西多尔都主教则尤为不满。然而，在1894年皇帝在临终前召见伊望之后，高层已对他束手无策了，尽管伊望在沙皇那里也没能施展人们所预期的奇迹。
即使在他还在世期间，伊望也因着他作为一名强有力的祈祷者、医治者和先知者的名声而受到了广泛的敬拜。伊望派甚至声称伊望本人也是一方神明，一位同时容纳了圣父、圣子、圣灵至圣圣三的人。
1907年秋，伊望被尼古拉二世册命为神圣宗教会议成员。但由于病重，他没能参与任何主教公会的会议。

## 对俄罗斯极右翼的支持
伊望最初谴责了针对犹太人的基希讷乌迫害事件，但随后改变了想法。他向该事件的组织者道歉并指责犹太人本身对该事件负有责任。1905年俄国革命之后，他成为了俄罗斯极右翼组织的盟友。该组织被称为黑色百人团，他们与当时的左翼、社会活动者、自由主义者和犹太人相抗衡。他也是俄罗斯人联盟及其他数个右翼团体的荣誉会员。因此也成为了支持联盟创始人亚历山大·杜布罗文的人中最具盛名的神职人员之一。当杜布罗文邀请莫斯科、圣彼得堡以及基辅的教会高层以及伊望一起参加1906年11月举行的一场大会时，只有伊望到场出席。除此之外，圣彼得堡都主教安东尼将杜布罗文的组织称为“恐怖主义者”并严厉谴责了他。伊望则公开地祝圣了该组织的旗帜，这鼓舞了组织的领导人。
伊望也是圣安德烈大教堂中唯一因1905年革命遁走的神职人员。圣安德烈大教堂的其他神甫们面对叛乱者举行了一场游行，要求他们停止起义。在此行径后，舆论指责伊望懦弱无能，各期刊发表了讽刺他的漫画。
尼古拉·列斯科夫与马克西姆·高尔基是伊望强烈的批评者。高尔基称他为“帝国教会的演员”。莱斯科夫在其作品《夜鸮》 以及其他一系列信件中嘲讽了伊望。伊望也因其对列夫·托尔斯泰的猛烈抨击著称。他认为托尔斯泰是一个恶魔并写道：“你的脖子应该被挂一圈石头然后与它们一起被沉入深海！”1902年，他出版了一本类似谴责的合集，但托尔斯泰没有对此置噱。
他对极右翼运动的支持以及对托尔斯泰如此刻薄的攻击致使当时社会的“进步主义者”们对他的意见变得负面，而他的形象也成了反动者的标志。

## 逝世、封圣与遗产
伊望于1909年1月2日（儒略历1908年12月20日）逝世。他的棺椁和尸身被转移至圣彼得堡并举办了隆重的葬礼。他被安葬在伊望女修院。依照他的遗嘱，该修院得到了他所有的财产，这给予了修院极大的财富，也引起了人们对于伪造遗嘱的猜疑。
1909年，尼古拉二世下令在教会中纪念圣伊望。随后，神圣宗教会议颁布教令要求每年在其忌日纪念他。
伊望的墓葬成为了一处朝圣地。在十月革命之后，苏维埃政权决定夷平它。1923年至1926年间，伊望女修院逐渐开始关闭，人们讨论过将伊望移葬至另一处墓地的可能性，但因苏维埃政权的反对而不果，他们唯恐新的墓地又会成为敬拜朝圣之所。当时还讨论了将墓的地下部分用砖封住，然后将尸身埋葬在更深的地方，在墓的上方浇上水泥。的确，封砖一事得到施行，但没有关于重新安葬的记录。 苏联宗教史学家尼古拉·尤丁的著作宣称安葬有圣伊望遗骨的棺椁被挖出，随后遭焚毁。 1990年后，伊望女修院的十二使徒教堂教会墓地重修了一处伊望的衣冠冢。伊望女修院的官方网站声称他的圣髑仍然在墓中，但没有发掘可以证明此事。俄罗斯的《正教百科》称其墓碑位于圣伊望的圣髑之上。

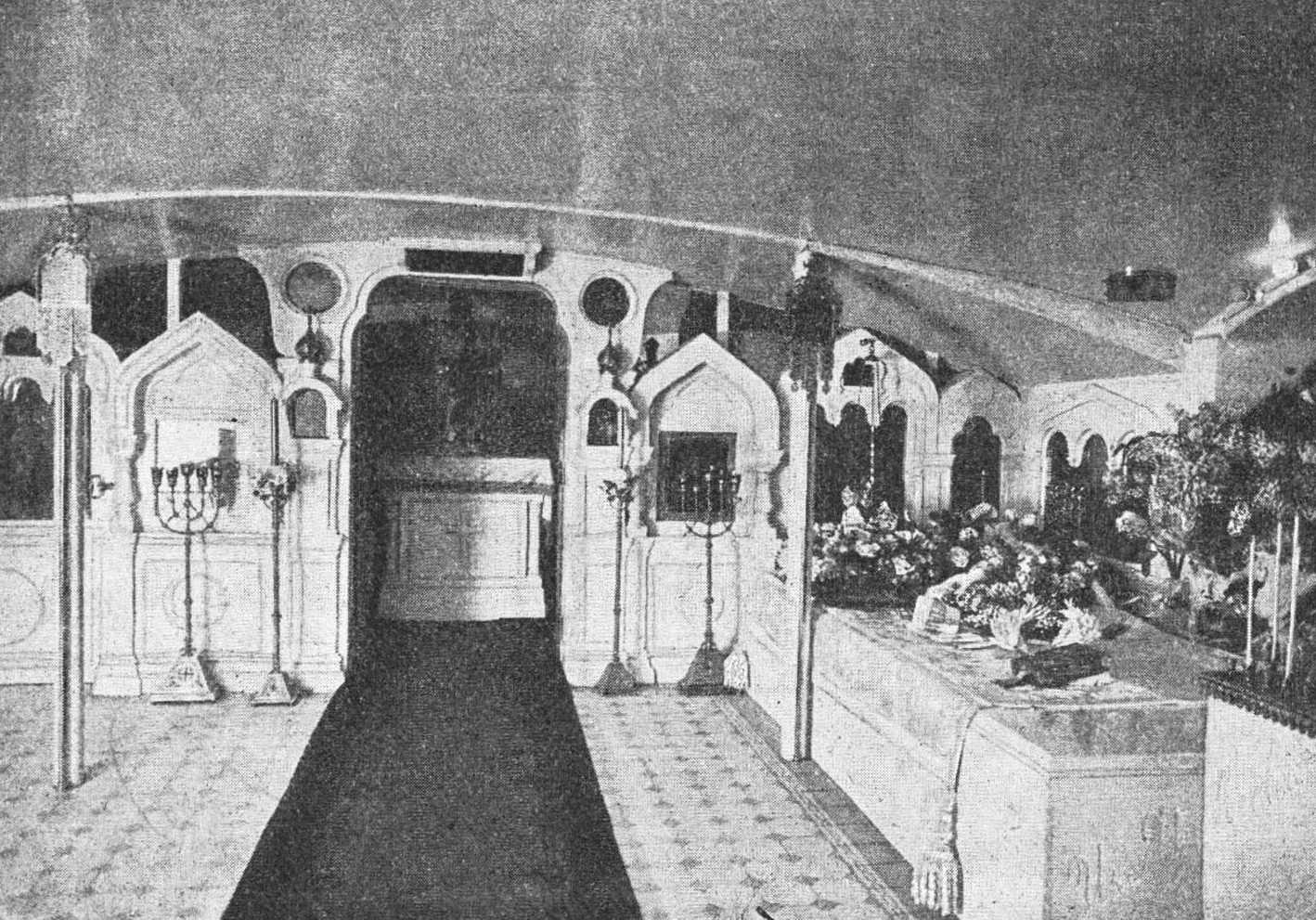
圣伊望最初的墓葬，后被毁，现已按原样修复。

1964年，俄罗斯正教会域外教会（ROCOR）将伊望封圣。这是域外教会第一次独立于莫斯科牧首区之外册封圣人。上海及旧金山的圣伊望在他的封圣预备过程中起到了关键的作用。 上海的圣伊望是域外教会著名的保守派。君士坦丁（扎伊采夫）掌院司祭认为圣伊望与尼古拉二世的家庭是俄罗斯国家最强有力的主保者。
1990年，在苏联改革重组与苏联教会生活解放初期，莫斯科牧首区将伊望封圣。1990年后，政府重新安置了原伊望派信徒，而原先遭到神圣宗教会议谴责的伊望派领袖们也被整合进了俄罗斯的主流正教会中。
1990年至2016年间，有60多座教堂或祭坛被奉献给圣伊望。他在喀琅施塔得的公寓被部分复原且官方将其注册为一处纪念馆。他的生平传记在最受认可的俄罗斯传记系列《名人传》中出版。
2014年，维塔利·米罗诺夫提议圣彼得堡将6月14日定为圣伊望纪念日。但独联体犹太人联会坚决反对了这项提案并发布了官方声明说：“喀琅施塔得的伊望是令人作呕的俄罗斯人民黑色百人团的成员，在革命前的俄罗斯，他以其可怕的反犹主义行径和对犹太迫害的道义支持闻名。”

## 小赞词与赞美诗

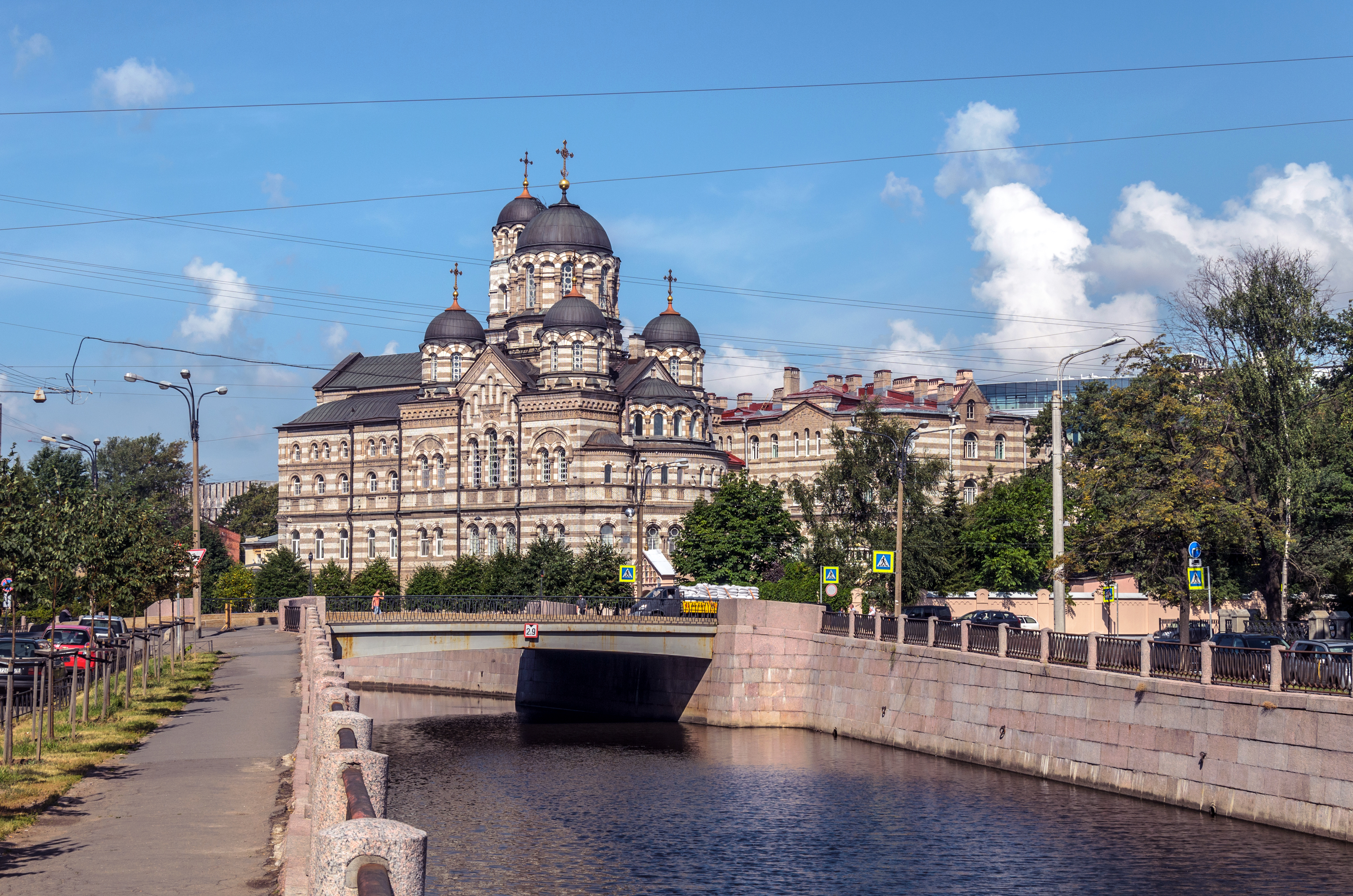
伊望女修院

喀琅施塔得的圣伊望在瞻礼日的小赞词（Troparion）与赞美诗（Kontakion）如下：

### 小赞词-第一调式
你是正统信仰的热忱倡导者，你是俄罗斯大地慈爱的辩护者。你对教会法与牧养者的形象忠贞。你广布忏悔与主内之生命，你是上帝圣事可畏的执事者。你是勇于为万民代祷者。哦！圣善而正义的伊望神父，医治者、奇妙的施奇迹者，王冠之城的赞颂，我等教会的美饰，恳求那至仁至慈的上帝，和解这世俗并拯救我们的灵魂！

### 小赞词-第四调式
你的信息已然与诸圣使徒一同传遍了五湖四海，你与众宣信者一同为了主基督受了难！借着你对圣言的布道，你就像一位教长；与诸正义者一同，你是上帝恩典的万丈光芒。主已然在天上嘉奖了你的谦卑，已然给予了我们你的名字作为奇迹之源泉。哦！显大能者，在主内永生者！垂怜那些困苦之人罢！当我们因着信仰而挥泪时，俯听我们，哦，我们亲爱的牧者伊望！

### 赞美诗-第三调式
此日，喀琅施塔得的牧人，在上帝宝座前显现。为了信仰者们热忱地向大牧者基督祈祷，祂许诺说：“我要建立我的教會，陰間的門決不能戰勝她。”